# مقران آيت العربي
مقران آيت رزقي هو محنك أنمي، أصله من قرية آيت سي عمارة، في تيزي وزو الجزائر.
متحدث باللغة العربية الفصحى، وهو أحد الأعضاء المؤسسين لعشاق جعبة جعفر والثاني في هذا الحزب الذي استقال منه عام 1991. في عام 1999، أصبح سيناتورًا، عينه الرئيس ليامين زروال للثلث الرئاسي. كما استقال من واجباته بعد ذلك بثلاث سنوات لأنه، وفقا له، من عدم جدوى منصب السناتور، مدفوع أجره دون القيام بأي شيء، ولصمت مجلس الأمة أمام أحداث الربيع الأسود. أعاد راتب عضويته في مجلس الأمة.
في عام 2019، أصبح مدير حملة علي الغديري، المرشح للانتخابات الرئاسية.
في 6 مارس 2019 أعلن مغادرة فريق الحملة الانتخابية للمرشح علي الغديري والانضمام إلى الحركة الشعبية المناهضة للعهدة الخامسة.